# 2001년 전미 비평가 협회상
제36회 전미 비평가 협회상은 2001년 최고의 영화를 기리기 위해 2002년 1월에 열린 시상식이다. 뉴욕, Sardi's Restaurant에서 개최되었다.

## 수상 및 후보

### 작품상
- 멀홀랜드 드라이브 수상

### 감독상
- 고스포드 파크 - 로버트 알트만 수상

### 여우주연상
- 멀홀랜드 드라이브 - 나오미 왓츠 수상

### 남우주연상
- 로얄 테넌바움 - 진 핵크만 수상

### 여우조연상
- 고스포드 파크 - 헬렌 미렌 수상

### 남우조연상
- 판타스틱 소녀 백서 - 스티브 부세미 수상

### 각본상
- 고스포드 파크 - 줄리안 펠로위스 수상

### 촬영상
- 화양연화 - 크리스토퍼 도일 수상

### 외국어영화상
- 화양연화 수상

### 다큐멘터리상
- 이삭줍는 사람들과 나 수상

### 실험영화상
- 웨이킹 라이프 수상

### 특별공헌상
- Faith Hubley 수상

### 특별상
- 나의 이탈리아 여행기 - 마틴 스코세이지 수상